# Gare d'Orchies
La gare d'Orchies est une gare ferroviaire française des lignes de Fives à Hirson, de Pont-de-la-Deûle à Bachy - Mouchin et de Somain à Halluin. Elle est située sur le territoire de la commune d’Orchies dans le département du Nord, en région Hauts-de-France.
C'est une gare de la Société nationale des chemins de fer français (SNCF) desservie par des trains TER Hauts-de-France.

## Situation ferroviaire
Établie à 33 mètres d'altitude, la gare d'Orchies est située au point kilométrique (PK) 22,085 de la ligne de Fives à Hirson (faisant partie de la Transversale Nord-Est), entre les gares de Nomain et de Landas. Nœud ferroviaire, elle est également située au PK 246,351 de la ligne de Somain à Halluin, ainsi qu'au PK 238,0 de la ligne de Pont-de-la-Deûle à Bachy - Mouchin, désormais fermée. 

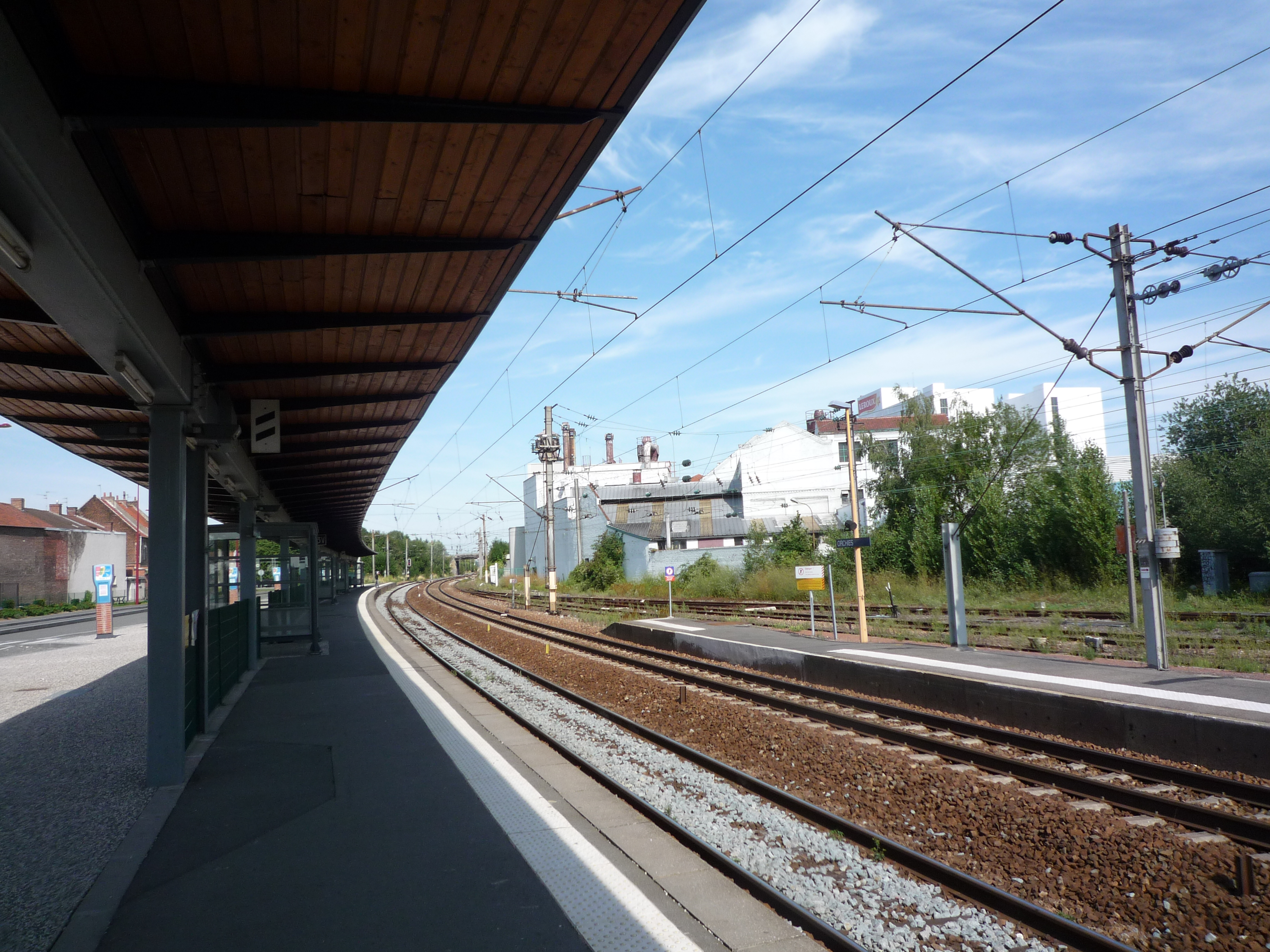
Quais et voies vers Lille.

## Histoire
Le premier projet de tracé présenté par la Compagnie du chemin de fer de Lille à Valenciennes, approuvé le 5 juin 1867, ne précise pas la position de la station d'Orchies car la commune a proposé une subvention de 60 000 francs pour qu'elle soit située plus proche de la ville.
Orchies était autrefois reliée à Douai et Tournai via la ligne Pont-de-la-Deûle - Bachy-Mouchin et à Somain via la ligne Somain - Halluin.

## Service des voyageurs

### Accueil
Gare SNCF, elle dispose d'un bâtiment voyageurs, avec un guichet, ouvert du lundi au samedi et fermé les dimanches et jours fériés. Elle est équipée d'automates pour l'achat de titres de transport.

### Desserte
Orchies est desservie par les lignes commerciales semi directes K60, K61 et omnibus C60 du réseau TER Hauts-de-France. Les missions C60 rallient Lille-Flandres à Valenciennes, tandis que les circulations K60 relient Lille à Maubeuge et Jeumont. Quant aux trains de la ligne K61, ils assurent des missions de Lille à Hirson et à Charleville-Mézières.
Par ailleurs, la liaison avec Ascq a cessé en 2015, et devait reprendre en 2018 après des travaux de régénération de la voie ferrée, mais, en 2023, cette liaison est toujours interrompue ;  les riverains continuent de se mobiliser pour sa réouverture.

### Intermodalité
Un parc pour les vélos et un parking pour les véhicules y sont aménagés. Des autocars du réseau départemental Arc-en-Ciel desservent régulièrement la gare.

## Galerie de photographies

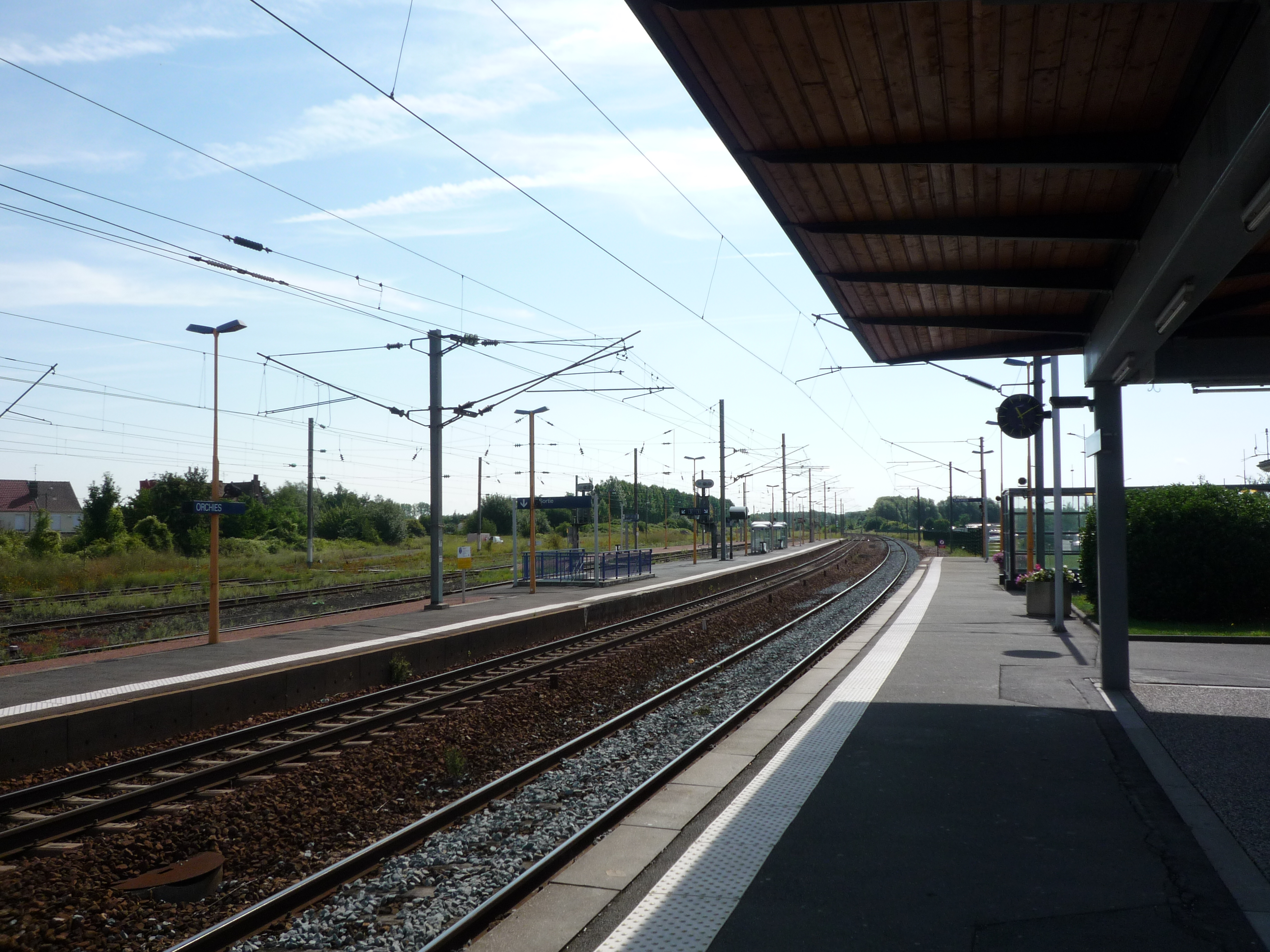
Quais et voies vers Valenciennes.
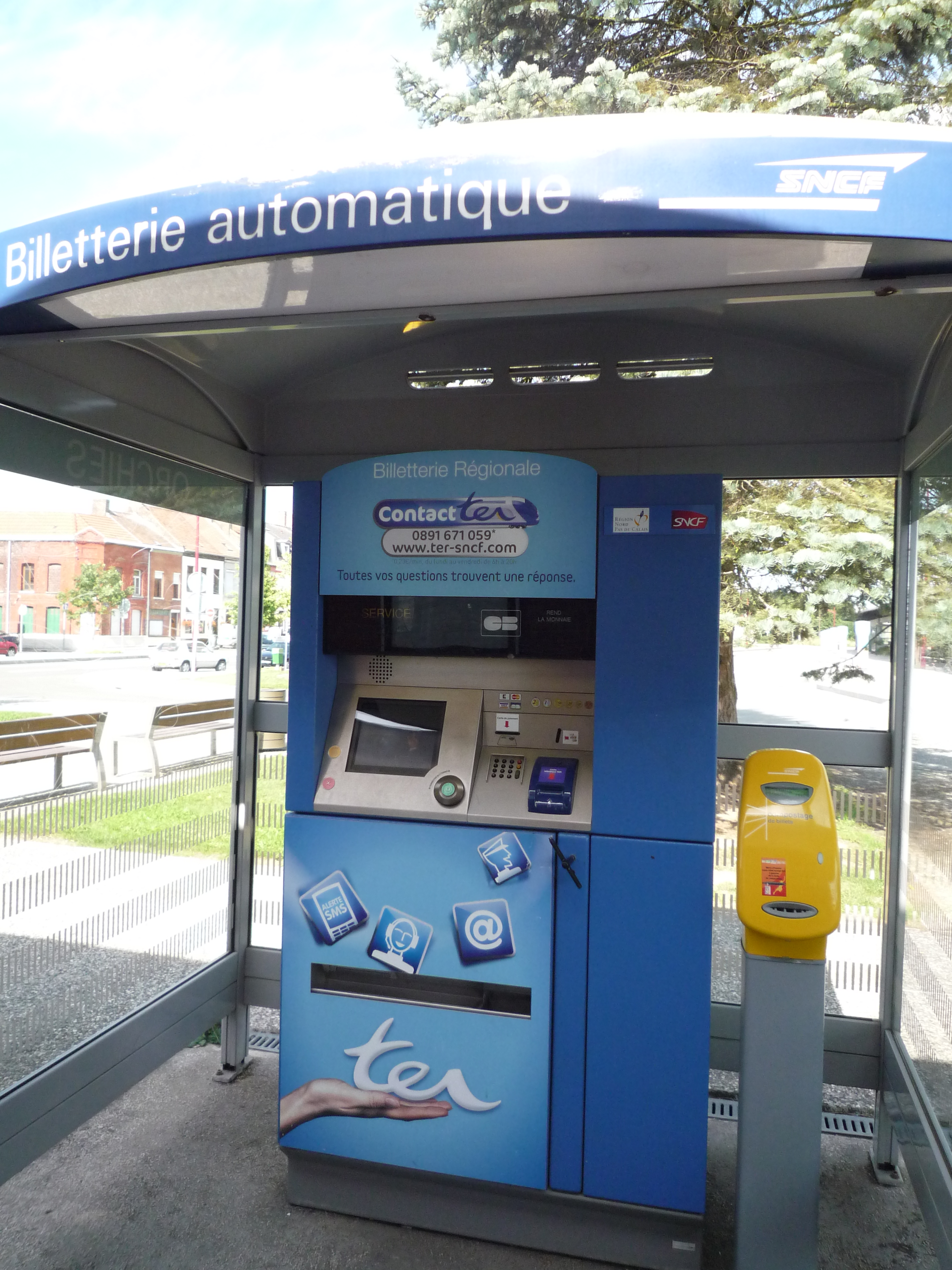
Billetterie automatique.
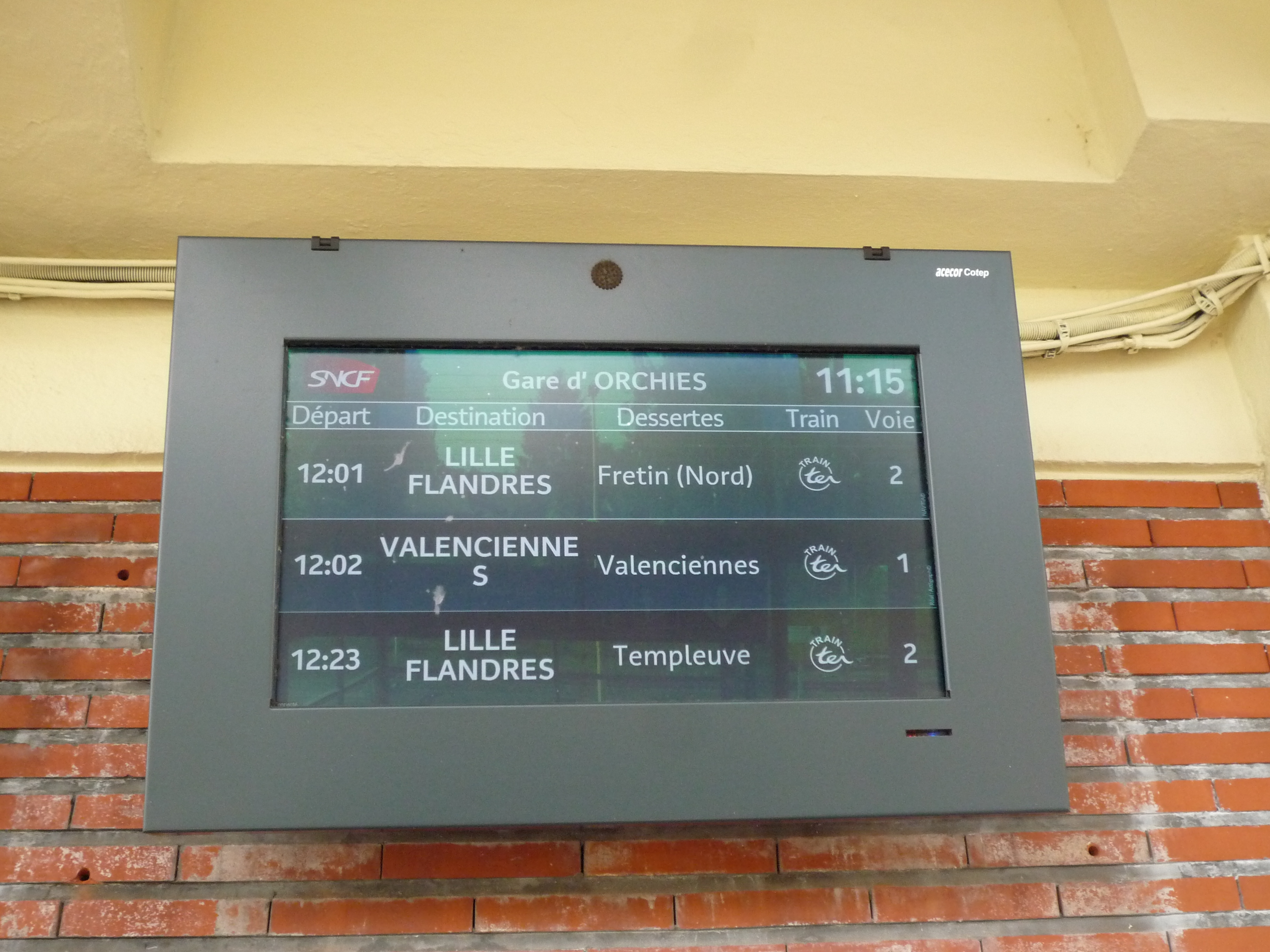
Écran d'annonce (côté extérieur).
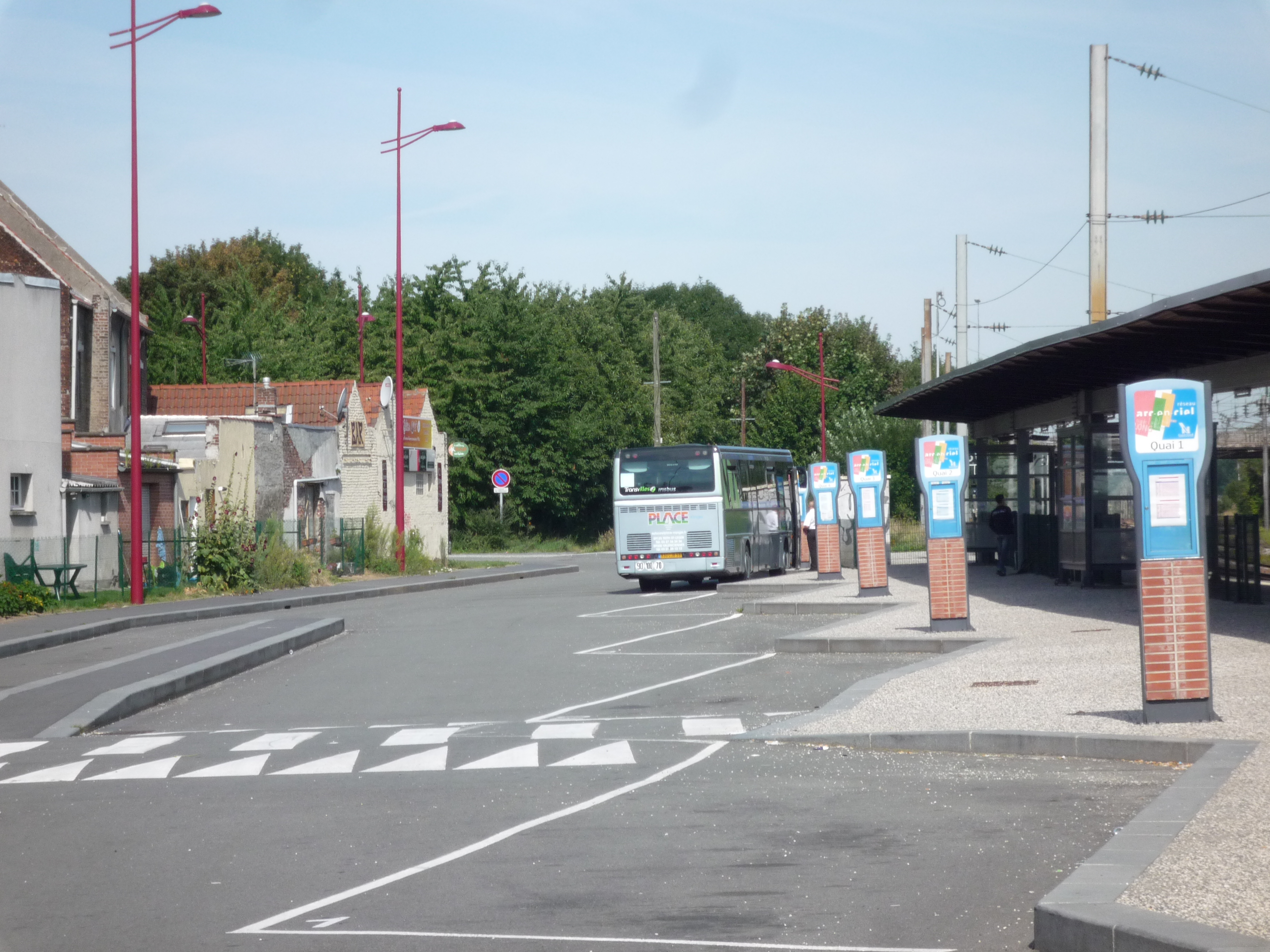
Parking multimodal.